# Iridopsis eutiches
Iridopsis eutiches is een vlinder uit de familie van de spanners (Geometridae). De wetenschappelijke naam van de soort is voor het eerst geldig gepubliceerd in 1932 door de Engelse entomoloog Louis Beethoven Prout aan de hand van een exemplaar afkomstig uit Fonte Boa (Brazilië) en verzameld door S.M. Klages in 1906.